# London Waterloo
London Waterloo – stacja kolejowa, jedna z największych w Londynie. Podzielona jest na część krajową i międzynarodową. Do 13 listopada 2007 z części międzynarodowej korzystały pociągi Eurostar zapewniające bezpośrednie połączenie z Paryżem i Brukselą. Obecnie ten fragment jest nieużywany. Stacja posiada 19 peronów i obsłużyła w roku 2005 prawie 68,5 mln pasażerów.
Operatorem wszystkich pociągów zatrzymujących się na dworcu jest obecnie firma South West Trains, której składy jeżdżą stąd m.in. do Woking, Reading, Dorking, Guildford, Weybridge, Basingstoke, Portsmouth, Alton, Southampton, Bournemouth, Poole i Exeter.